# Cociuba
Cociuba – wieś w Rumunii, w okręgu Arad, w gminie Dieci. W 2011 roku liczyła 16 mieszkańców. 